# Vizma Belševica
Vizma Belševica (30. května 1931 Riga – 6. srpna 2005 Riga) byla lotyšská spisovatelka. Proslavila se zejména autobiografickou trilogií Bille. Dvakrát získala cenu Spidola, což je nejprestižnější ocenění v lotyšské literatuře. Belševica také získala nejvyšší ocenění lotyšského státu, Řád tří hvězd. Její díla byla přeložena do asi 40 jazyků, úspěch zažila zejména ve Švédsku a Skandinávii vůbec. 6. prosince 1990 byla zvolena čestnou členkou Lotyšské akademie věd.
Své první básně publikovala v roce 1947, její první kniha poezie vyšla v roce 1955. Mezi její nejpozoruhodnější básnické sbírky patří Jūra deg (1966), Gadu gredzeni (1969), Madarās (1976), Kamola tinēja (1981) a Dzeltu laiks (1987). Od 60. let psala však i povídky. Ve své práci kritizovala situaci utlačovaných národů v Sovětském svazu, proto od roku 1971 do roku 1974 nesměla publikovat. Agenti KGB v té době prohledali její byt a dvakrát zabavili rukopisy a poznámky. Po roce 1989 pak napsala své nejoceňovanější dílo, tři poloautobiografické příběhy o dívce Bille, která prožívá dětství ve 30. letech 20. století, sovětskou okupaci Lotyšska, nacistickou okupaci a první poválečné roky za Stalinova režimu. První díl vyšel v roce 1992, druhý roku 1996 a třetí v roce 1999. Kniha vyšla nejprve ve Spojených státech, až v roce 1995 i v Lotyšsku.
Její syn Klāvs Elsbergs byl známým lotyšským básníkem 80. let, její druhý syn Jānis je také spisovatel.